# Chiffre (Kommunikation)
Das Chiffre-Verfahren zur anonymen Kommunikation wird häufig in Druckerzeugnissen für Immobilien-, Stellen- und Partnerschaftsanzeigen verwendet. Auch auf Datenschutz bedachte Organisationen wenden dieses Verfahren an. Nahezu alle größeren Printmedien stellen den Anzeigenkunden diese Form der anonymen Kommunikation zur Verfügung.

## Hintergrund und Ablauf
Der Verfasser der Anzeige möchte dabei nicht namentlich genannt werden, bzw. keine Kommunikationsinformationen wie Telefonnummer oder E-Mail-Adresse hinterlassen. Der Anbieter des Mediums stellt daher dem Verfasser einen Chiffre-Code zur Verfügung, der sein anonymes Postfach darstellt. Leser der Anzeige können ihre Nachrichten unter Angabe dieses Chiffre-Codes an die Zeitung schicken. Die Zeitung leitet diese Nachrichten an den Verfasser der Anzeige weiter.

### Beispiel
1. Der Verfasser einer Immobilienanzeige wählt bei seiner Zeitung das Chiffre-Verfahren.
2. Er erhält den Code GH74HI7 von seiner Zeitung
3. Die Immobilienanzeige endet mit: Antworten an Chiffre GH74HI7
4. Der Interessent schreibt einen Brief an die Zeitung mit dem Adresszusatz Chiffre GH74HI7
5. Die Zeitung leitet diesen Brief an den Verfasser der Anzeige weiter
6. Bei Interesse wendet sich der Verfasser an den Interessenten

## Kritik
Die Kritik, dass sich hinter Chiffre-Anzeigen bei Stellenbewerbungen unseriöse Unternehmen verstecken könnten, ist teilweise zutreffend.